# François Goussault
François Goussault, né le 27 mai 1909 à Allonnes et mort le 11 septembre 1984 à Nantes, est un militaire français, Compagnon de la Libération. Pilote de l'Armée de l'air, il choisit de sa rallier à la france libre en 1940 et participe au combats de la seconde guerre mondiale en Afrique, au Proche-Orient et en Europe. Il poursuit sa carrière militaire quelques années après la guerre avant de travailler pour l'aviation civile.

## Biographie

### Jeunesse et engagement
Fils d'officier, François Goussault naît le 27 mai 1909 à Allonnes, dans la Sarthe. Après des études au collège des Jésuites Sainte-Croix du Mans, il décide de suivre les traces familiales en s'engageant dans l'armée. Passionné d'aviation et ayant déjà obtenu un brevet de pilote civil, il choisit l'Armée de l'air et est breveté comme pilote militaire en 1929. Spécialisé dans la chasse aérienne, il est promu sergent en septembre 1930 et affecté successivement à Strasbourg et à Saint-Cyr-l'École. Sous-lieutenant en septembre 1936, François Goussault demande à être muté en Afrique. Il obtient satisfaction en novembre 1938 en étant affecté en Afrique-Équatoriale française (AEF) avec le grade de lieutenant.

### Seconde Guerre mondiale
En poste à Brazzaville lorsque débute la seconde guerre mondiale, François Goussault demande à être muté en métropole afin de combattre mais voit sa demande rejetée. Au moment de l'armistice du 22 juin 1940, il commande l'escadrille de Douala et est responsable de la défense des côtes. Refusant la défaite, il participe au ralliement du Cameroun à la France libre en accueillant le commandant Leclerc le 27 août 1940. Son ralliement au général de Gaulle lui vaudra d'être condamné à mort par le régime de Vichy en avril 1941. Chargé d'inspecter les terrains d'aviation d'AEF de septembre à décembre 1940 dans le but de les réaménager au profit des aviations françaises et alliées, il manifeste à nouveau son désir d'être affecté à une unité combattante. En février 1941, promu capitaine, il est muté au groupe de bombardement no 2 et part pour l'Égypte où il suit un stage de formation sur bombardier Blenheim à Ismaïlia. Il participe ensuite à la guerre du désert dans le ciel de Libye puis à la campagne de Syrie.
En octobre 1941, il est muté au groupe de bombardement Lorraine dont il prend le commandement de l'escadrille Nancy. À nouveau engagé en Libye, il réalise une trentaine de missions de guerre. Détaché en juin 1942 comme aide de camp du général Valin venu inspecter les forces aériennes à Brazzaville, il repart pour Londres avec celui-ci et est nommé chef du 2e bureau de l'état-major des forces aériennes françaises libres (FAFL). En octobre 1943, il tombe malade et est contraint au repos pendant plusieurs mois. Il est finalement réaffecté au groupe Lorraine qui a entretemps été déplacé en Angleterre. Devenu commandant adjoint du groupe, il effectue treize missions de guerre au-dessus des territoires occupés par le IIIe Reich. En novembre 1944, il est à nouveau affecté à l'état-major des FAFL et, chargé des futures réformes des écoles d'aviation française, effectue des stages d'observation dans les unités de formation de la Royal Air Force (RAF).

### Après-Guerre
Après la guerre, il est affecté à Bordeaux en tant qu'officier de liaison auprès de la délégation de la RAF puis il occupe la même fonction au sein de l'Ambassade du Royaume-Uni en France. Titulaire d'un brevet de l'école de guerre de la RAF, il est ensuite affecté à la direction des études de l'École militaire à Paris. Promu lieutenant-colonel en novembre 1947, il prend sa retraite militaire en 1950 et travaille ensuite comme représentant d'une compagnie d'aviation civile britannique.
François Goussault meurt le 11 septembre 1984 à Nantes et est inhumé dans sa ville natale.

## Décorations
|  |  |  |
|  |  |  |

| Officier de la Légion d'honneur        | Officier de la Légion d'honneur        | Officier de la Légion d'honneur        | Compagnon de la Libération Par décret du 28 mai 1945 | Compagnon de la Libération Par décret du 28 mai 1945 | Compagnon de la Libération Par décret du 28 mai 1945 | Croix de guerre 1939-1945                                            | Croix de guerre 1939-1945                                            | Croix de guerre 1939-1945                                            |                                                                      |                                                                      |                                                                      |
| Médaille coloniale Avec agrafe "Libye" | Médaille coloniale Avec agrafe "Libye" | Médaille coloniale Avec agrafe "Libye" | Médaille coloniale Avec agrafe "Libye"               | Médaille coloniale Avec agrafe "Libye"               | Médaille coloniale Avec agrafe "Libye"               | Médaille commémorative des services volontaires dans la France libre | Médaille commémorative des services volontaires dans la France libre | Médaille commémorative des services volontaires dans la France libre | Médaille commémorative des services volontaires dans la France libre | Médaille commémorative des services volontaires dans la France libre | Médaille commémorative des services volontaires dans la France libre |

## Hommage
Dans sa ville natale d'Allonnes, une rue a été baptisée en son honneur.